# Batalla del río Betis
La batalla del río Betis se libró en el 80 a. C., entre un ejército de la República romana y un ejército rebelde en el actual río Guadalquivir durante la guerra de Sertorio. Los romanos dirigidos por Lucio Fufidio fueron derrotados por el líder de la facción populista Quinto Sertorio, que tras la batalla se hizo con el control de Hispania Ulterior.

## Antecedentes

### Contexto
En 88 a. C., Lucio Cornelio Sila marchó con sus legiones sobre Roma empezando una guerra civil. Quinto Sertorio, un cliente de Cayo Mario, se unió su a la facción de su patrón y tomó las armas contra los partidarios de Sila (principalmente optimates). Después de la muerte de Lucio Cornelio Cina y Cayo Mario, Sertorio perdió la fe en el liderazgo de su facción. En 82 a. C., durante la segunda guerra contra Sila, abandonó Italia hacia por su nombramiento como propraetor y gobernador en Hispania. Desafortunadamente, su facción perdió la guerra de Italia después de su marcha y en 81 a. C. Sila envió a Cayo Annio Lusco con varias legiones para tomar las provincias hispanas de Sertorio. Después de una breve resistencia Sertorio y sus hombres fueron expulsados de Hispania y acabaron en Mauritania, en el África nororiental, donde conquistaron la ciudad de Tingis. Allí recibieron una invitación de los lusitanos, una feroz tribu ibérica a punto de ser invadida por el gobernador de Sila, que ofrecieron a Sertorio ser su líder en la lucha contra el Sila. Sertorio aceptó la petición y en 80 a. C. desembarcaba en el puerto pesquero de Baelo Claudia cerca de los Pilares de Hércules (Gibraltar), regresando a Hispania por tercera y última vez.

### Preludio
Sertorio montó un campamento en una montaña cerca de Baelo y empezó reunir fuerzas. Había traído 2.600 soldados romanos (principalmente veteranos de las guerras social y civil) y 700 aventureros y mercenarios africanos. Los lusitanos enviaron 4.000 guerreros de a pie y 700 montados. Junto a estos se encontraba un número indeterminado de hispanorromanos desafectos con el gobierno, turdetanos y celtíberos locales y refugiados de Italia. Sertorio tenía un ejército de más de 8.000 hombres. En cambio, los numerosos ejércitos optimates en toda la península sumaban 120.000 infantes, 6.000 jinetes y 2.000 honderos y arqueros según Plutarco. Correspondía a Fufidio, el gobernador de Hispania Ulterior, hacer algo ante una rebelión en su provincia así que este marchó con el ejército reunido para la invasión de Lusitania hacia Baelo. Sertorio era un comandante proactivo y en vez de esperarle se desplazó al este con sus fuerzas. Ambos contingentes se encontraron en el estuario del río Betis. Debe mencionarse que el ejército proconsular promedio era de dos legiones romanas, probablemente unos 15.000 a 20.000 efectivos como máximo, si se incluían a auxiliares y aliados. Sin embargo, el hecho que una hueste rebelde avanzara tanto dentro de la provincia indica que el control sobre el territorio era débil, posiblemente Fufidio no pudiera reunir más de 10.000 o 12.000 soldados a la vez.

## Batalla
El estuario era un laberinto pantanoso que favorecía a aquellos con conocimiento local del terreno. Muchos de los hombres de Sertorio eran lugareños, lo que le dio la ventaja. La única descripción que se conserva es de Salustio:

Tras ello, Fufidio llegó con sus legiones. Descubrió que las riberas del río eran abruptas y que si habían de luchar, el vado sería difícil de cruzar. Todo favorecía a sus enemigos más que a su bando.

Fufidio perdió dos mil hombres y el control sobre gran parte de Hispania. Sobrevivió a la batalla pero desapareció de las crónicas pasando a ser considerado el hombre que había perdido Hispania frente a Sertorio.

## Consecuencias
Algunos historiadores afirman que su hueste no creció mucho, manteniéndose en alrededor de 8.000 guerreros. Otros eruditos creen que su ejército bien pudo seguir creciendo hasta los 20.000 hombres en poco tiempo.
La victoria marcó el inicio de la guerra de Sertorio, que asoló la península ibérica durante los siguientes ocho años. Sertorio superó a cada general enviado en su contra, destruyendo varios ejércitos enemigos. En la cima de su poder Sertorio gobernaba casi toda la península ibérica. La guerra sólo llegaría a su fin cuándo un grupo de partidarios suyos descontentos, conspiró en su contra y le asesinaron durante un banquete.

### Antigua
Al citarse obras antiguas, los libros aparecen con números romanos y capítulos y/o párrafos con números indios. 
- Plutarco. Vida de Sertorio. Parte de Vidas paralelas. Versión digitalizada en UChicago, basada en traducción griego-inglés por Bernadotte Perrin, tomo VIII de Loeb Classical Library, 1919. Véase también la versión de Perseus.
- Salustio. Historias. Libro I (fragmentos). Versión digitalizada en Attalus, basado en traducción latín-inglés por Patrick McGushin, Oxford, 1992 y 1994.

### Moderna
- Brunt, P. A. (1971). Italian manpower, 225 B.C.-A.D. 14. Oxford University Press.
- Korolenkov, A. V. (2003). Квинт Серторий. Политическая биография [Quinto Sertorio. Biografía política]. Aletheya. En ruso. ISBN 5-89329-589-7.
- Matyszak, Philip (2013). Sertorius and the Struggle for Spain. Pen & Sword Military. ISBN 9781848847873.
- Schulten, Adolf (1926). Sertorius. Leipzig: Dieterich.
- Spann, Philip Owen (1987). Quintus Sertorius and the Legacy of Sulla. University of Arkansas Press. ISBN 9780938626640.

- Datos: Q4872838